# Station Bellem
Station Bellem is een spoorwegstation langs spoorlijn 50A (Brussel - Oostende) in Bellem, een deelgemeente van de gemeente Aalter. Qua uitrusting is Bellem een stopplaats, er staan een paar wachthuisjes op de perrons.
Tot de jaren 70 had Bellem een eigen stationsgebouw, dat toen werd afgebroken. Het stond ten noorden van de spoorlijn op de plaats waar nu de fietsenstallingen en autoparkeerplaats gesitueerd zijn. Het oude gebouw werd opgetrokken in 1912, een nog ouder station stond aan de overkant. Beide gebouwen zijn te zien op de foto hieronder.
Onder de sporen loopt een voetgangerstunnel. Hij ligt er relatief netjes bij en de toegang is voorzien van een helling, zodat ook rolstoelgebruikers er gebruik van kunnen maken. De tunnel vormt ook een schakel in het fietsroutenetwerk Oost-Vlaanderen. Fietsers zijn dus ook in de tunnel toegelaten. Daarnaast is er nog een mogelijkheid om de sporen over te steken: over het andere eind van de sporen ligt een brug, die vanaf elk van beide perrons met een trap bereikbaar is.
Recent zijn de fietsenstallingen gerenoveerd. Er zijn er nu twee, één bij elk perron. De stalling bij perron 1 is dubbel uitgevoerd vanwege de grotere ruimte die daar beschikbaar is.
In 2019 startten de werken voor de uitbreiding van spoorlijn 50A van 2 naar 4 sporen. Hiervoor wordt het volledige station onder handen genomen. Er komen 2 eilandperrons, hellingen waardoor personen met een beperking ook gebruik kunnen maken van het station, nieuwe overkappingen, een nieuwe stationsparking en nieuwe fietsenstallingen.

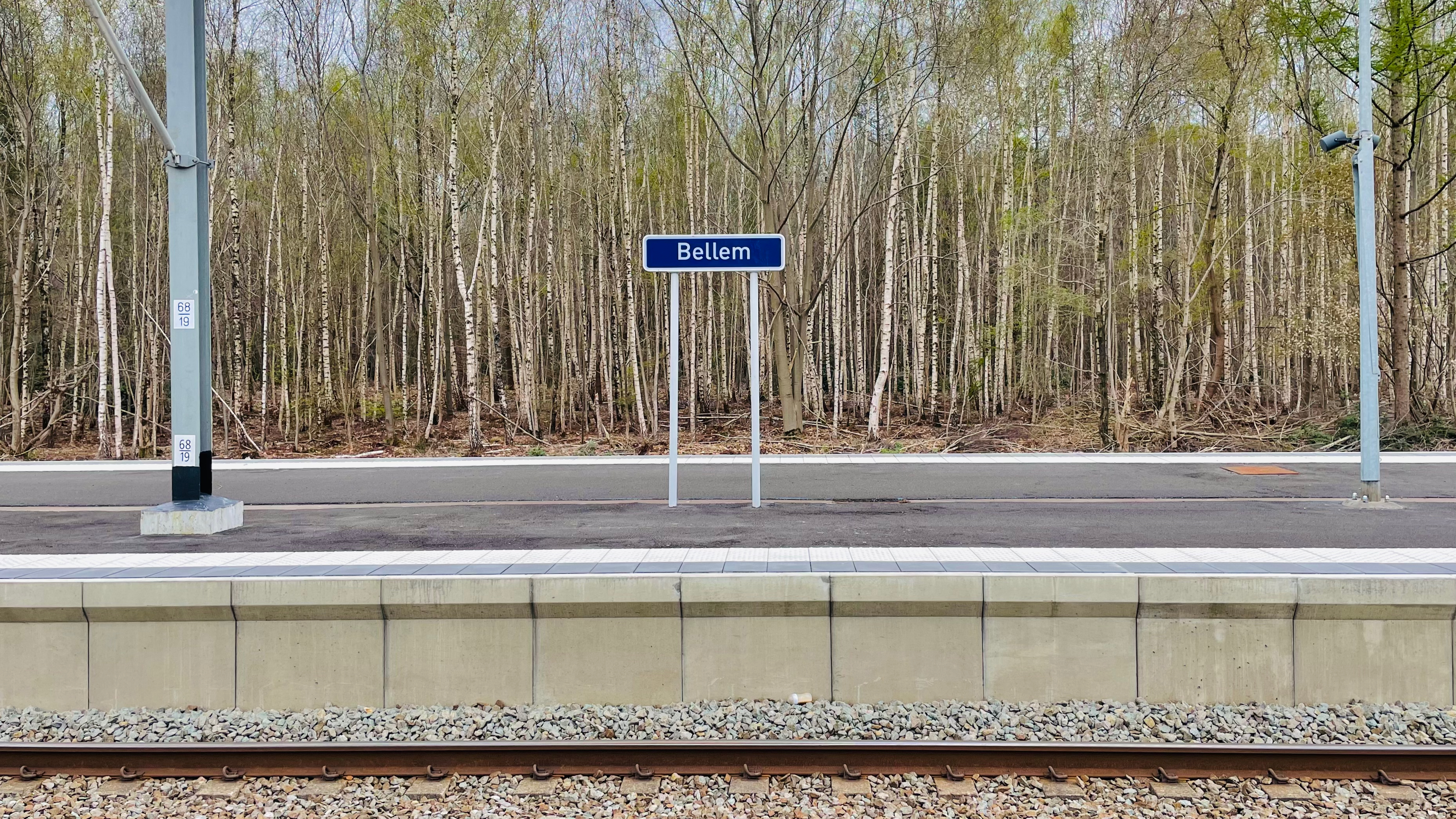
Plaatsnaambord
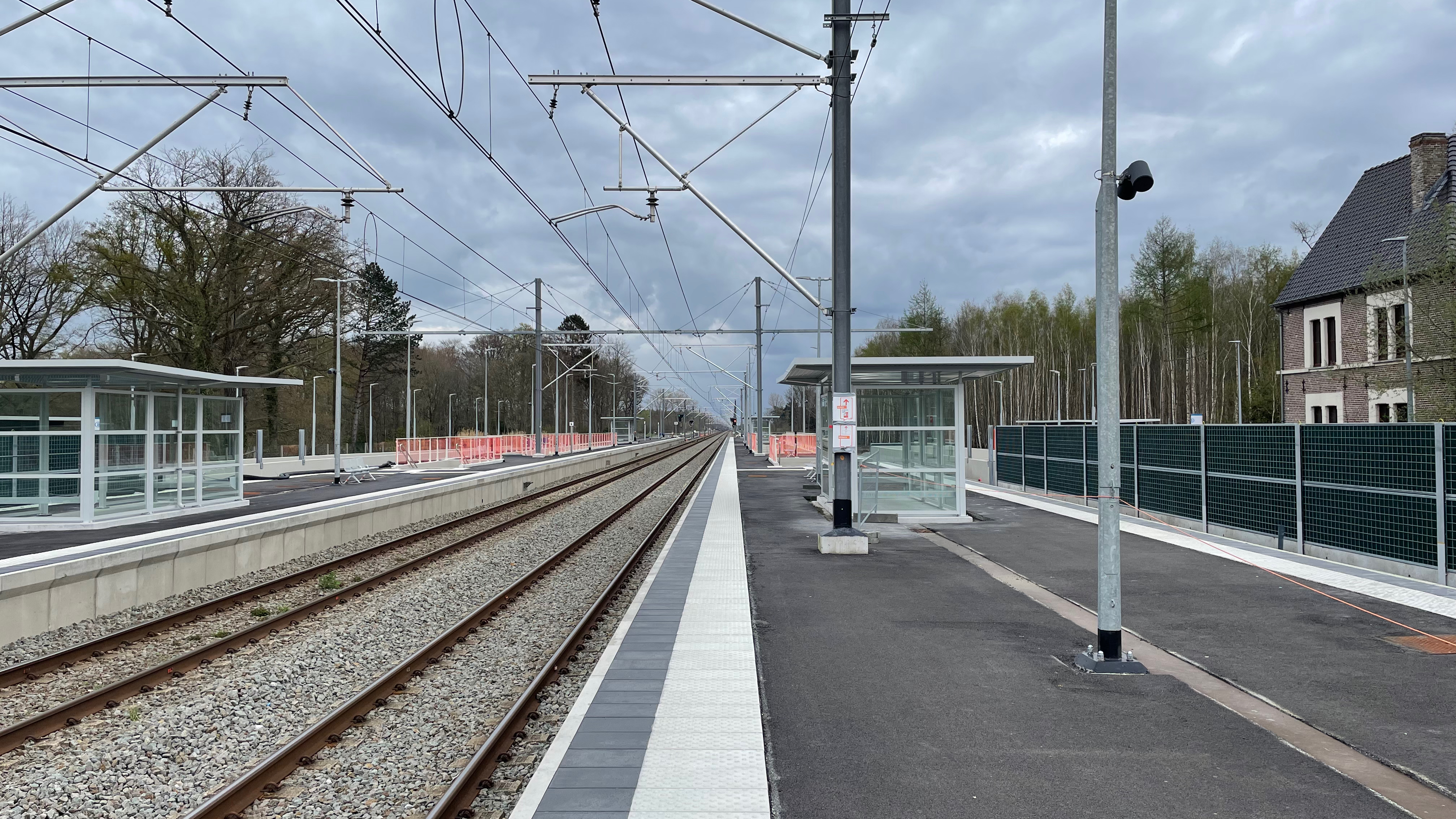
Vernieuwde perrons
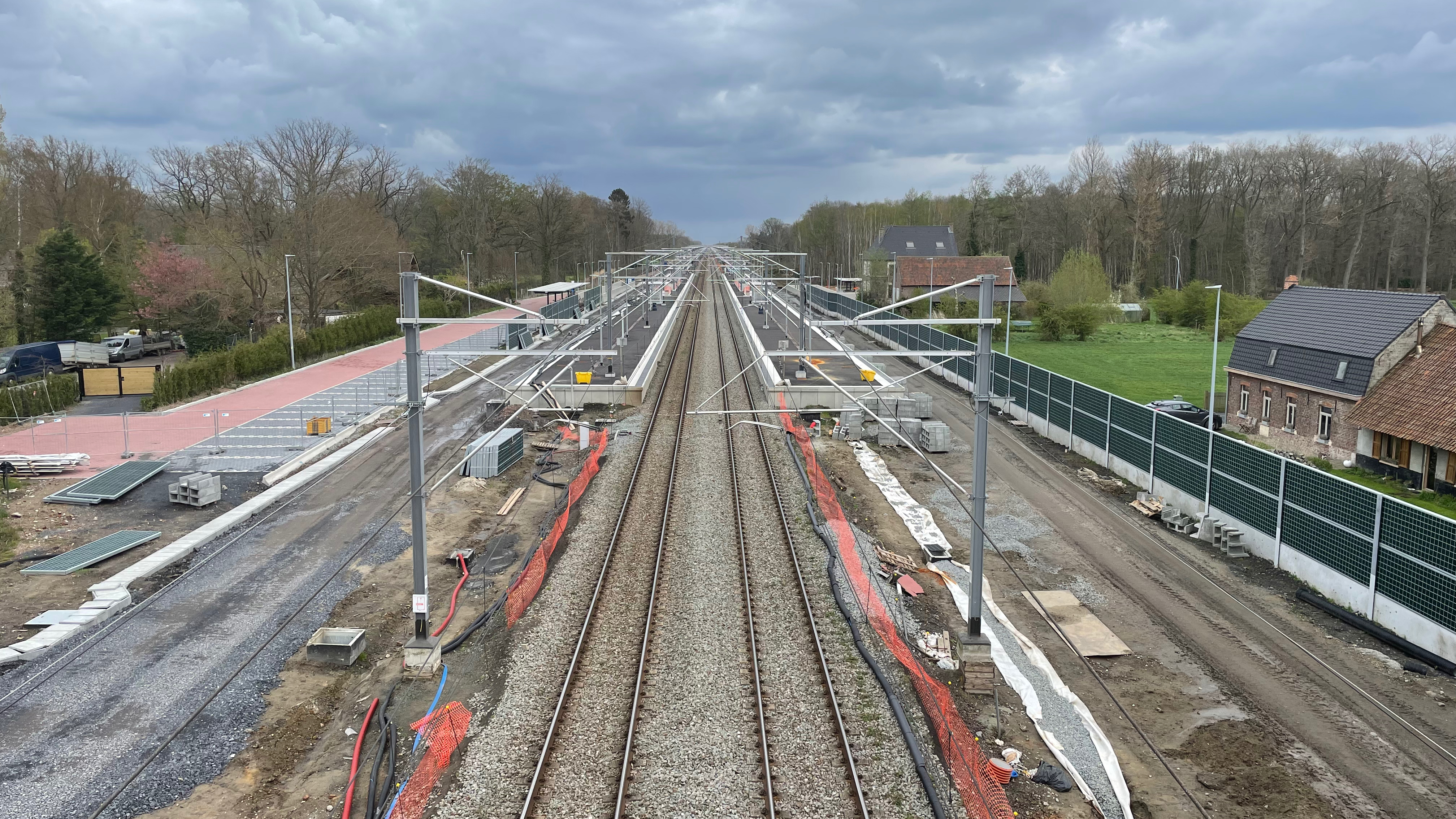
Zicht op de sporen
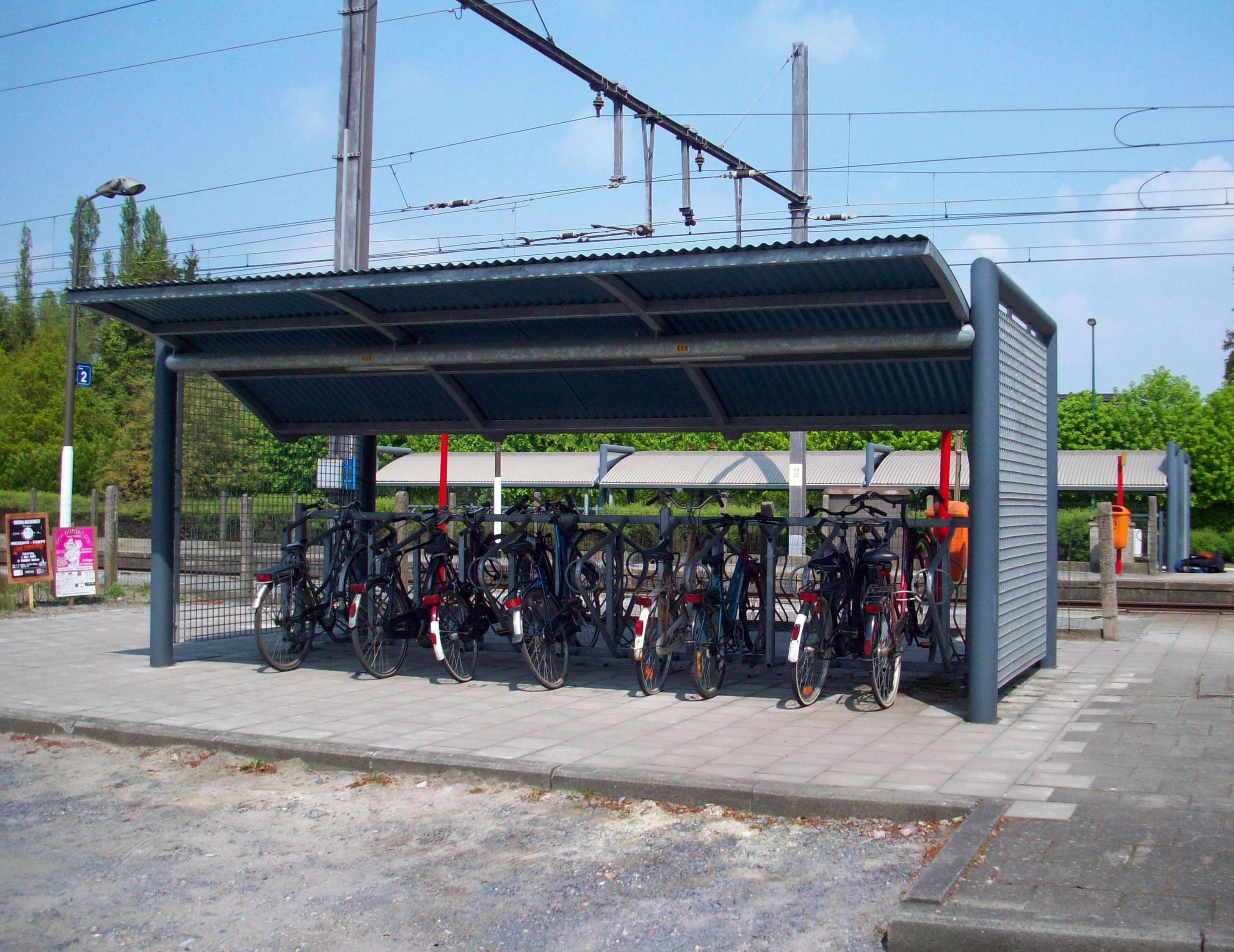
Fietsenstalling
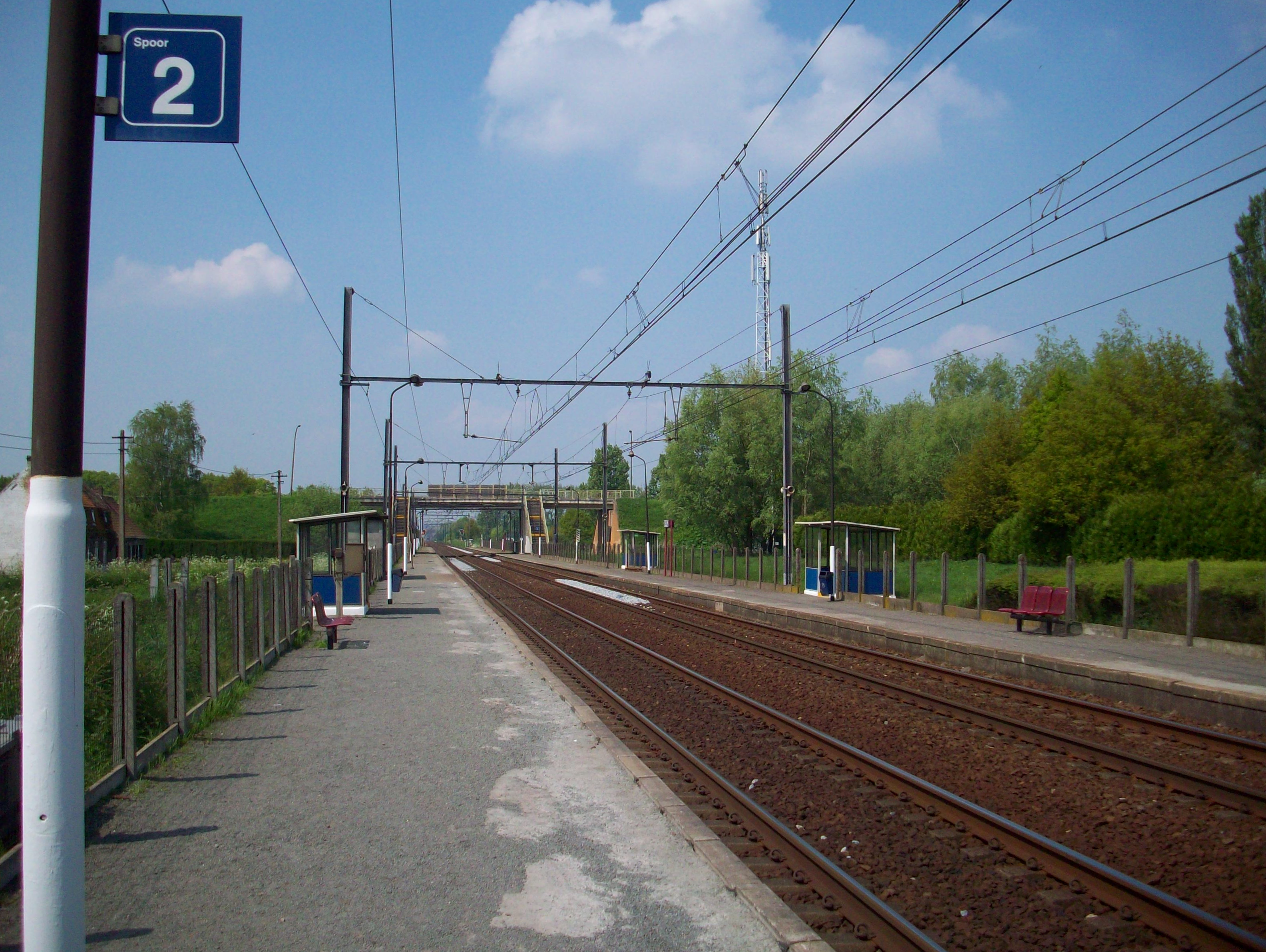
Oude perrons
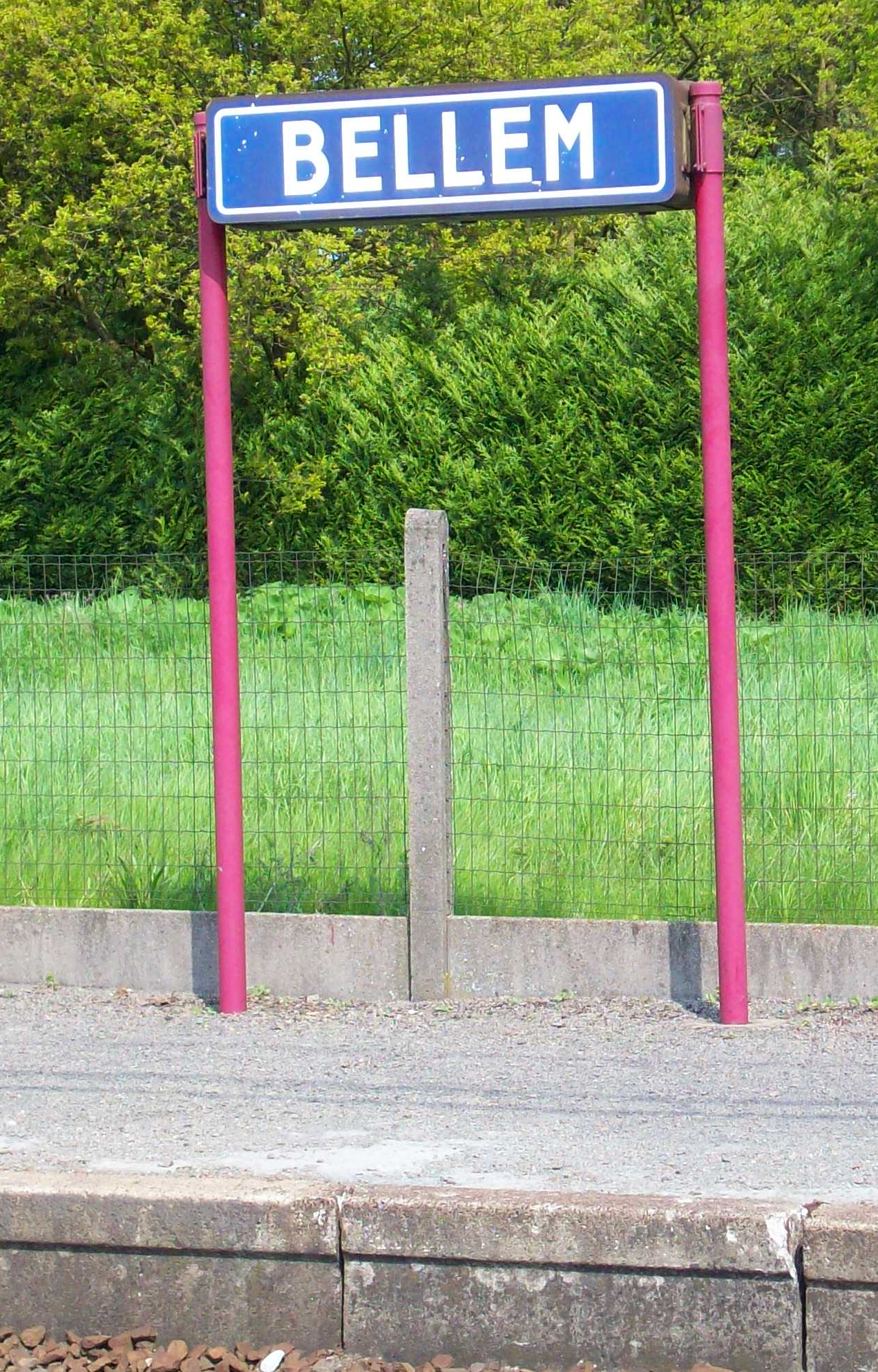
Naambord station Bellem
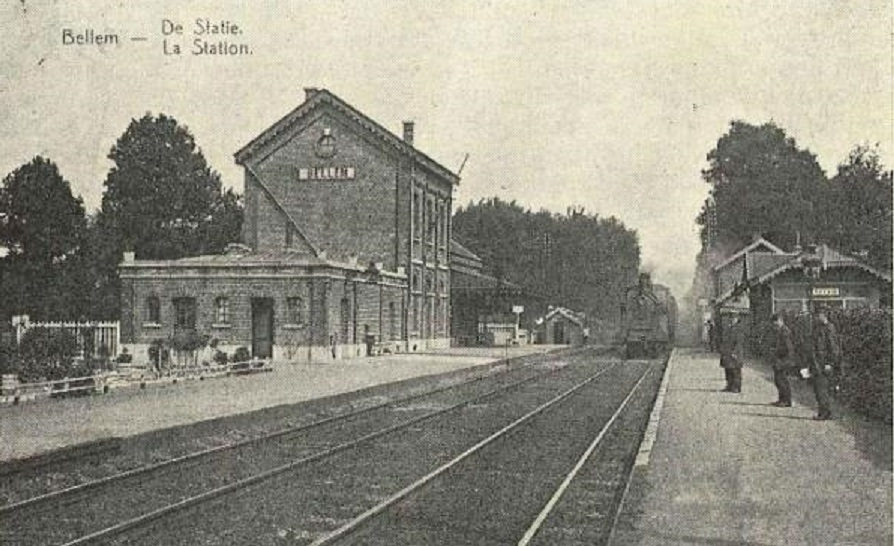
Voormalig station Bellem

## Treindienst
| Serie | Treinsoort     | Route | Bijzonderheden |
| ----- | -------------- | --- | --- |
| L 550 | L-trein (NMBS) | Mechelen – Dendermonde – Gent-Sint-Pieters – Bellem – Brugge – [ Zeebrugge-Strand ] / [ Zeebrugge-Dorp ] | Rijdt in het weekend tussen Zeebrugge-Strand - Gent-Sint-Pieters. Rijdt enkel in juli en augustus in de week tussen Zeebrugge-Strand - Mechelen. |

## Reizigerstellingen
De grafiek en tabel geven het gemiddeld aantal instappende reizigers weer op een week-, zater- en zondag.
| Tabel: aantal instappende reizigers station Bellem | Tabel: aantal instappende reizigers station Bellem | Tabel: aantal instappende reizigers station Bellem | Tabel: aantal instappende reizigers station Bellem |
|                                                    | Weekdag                                            | Zaterdag                                           | Zondag                                             |
| -------------------------------------------------- | -------------------------------------------------- | -------------------------------------------------- | -------------------------------------------------- |
| 1977                                               | 159                                                | 38                                                 | 35                                                 |
| 1978                                               | 174                                                | 46                                                 | 42                                                 |
| 1979                                               | 198                                                | 34                                                 | 33                                                 |
| 1980                                               | 209                                                | 40                                                 | 36                                                 |
| 1981                                               | 188                                                | 47                                                 | 43                                                 |
| 1982                                               | 220                                                | 25                                                 | 33                                                 |
| 1983                                               | 159                                                | 38                                                 | 35                                                 |
| 1984                                               | 112                                                | 31                                                 | 32                                                 |
| 1985                                               | 149                                                | 31                                                 | 51                                                 |
| 1986                                               | 150                                                | 40                                                 | 38                                                 |
| 1987                                               | 148                                                | 41                                                 | 37                                                 |
| 1988                                               | 134                                                | 47                                                 | 56                                                 |
| 1989                                               | 112                                                | 34                                                 | 24                                                 |
| 1990                                               | 134                                                | 36                                                 | 36                                                 |
| 1991                                               | 129                                                | 25                                                 | 13                                                 |
| 1992                                               | 176                                                | 22                                                 | 22                                                 |
| 1993                                               | 169                                                | 54                                                 | 56                                                 |
| 1994                                               | 185                                                | 56                                                 | 43                                                 |
| 1995                                               | 172                                                | 52                                                 | 43                                                 |
| 1996                                               | 203                                                | 56                                                 | 64                                                 |
| 1997                                               | 182                                                | 60                                                 | 59                                                 |
| 1998                                               | 175                                                | 73                                                 | 60                                                 |
| 1999                                               | 180                                                | 66                                                 | 62                                                 |
| 2000                                               | 193                                                | 70                                                 | 59                                                 |
| 2001                                               | 186                                                | 52                                                 | 46                                                 |
| 2002                                               | 201                                                | 42                                                 | 40                                                 |
| 2003                                               | 230                                                | 60                                                 | 45                                                 |
| 2004                                               | 207                                                | 47                                                 | 40                                                 |
| 2005                                               | 250                                                | 58                                                 | 46                                                 |
| 2006                                               | 226                                                | 72                                                 | 50                                                 |
| 2007                                               | 238                                                | 74                                                 | 50                                                 |
| 2008                                               | -                                                  | -                                                  | -                                                  |
| 2009                                               | 291                                                | 89                                                 | 45                                                 |
| 2010                                               | -                                                  | -                                                  | -                                                  |
| 2011                                               | -                                                  | -                                                  | -                                                  |
| 2012                                               | 216                                                | 51                                                 | 61                                                 |
| 2013                                               | 235                                                | 66                                                 | 48                                                 |
| 2014                                               | 215                                                | 65                                                 | 45                                                 |
| 2015                                               | 204                                                | 50                                                 | 40                                                 |
| 2016                                               | 177                                                | 52                                                 | 67                                                 |
| 2017                                               | 168                                                | 45                                                 | 41                                                 |
| 2018                                               | 183                                                | 71                                                 | 41                                                 |
| 2019                                               | 179                                                | 45                                                 | 53                                                 |
| 2020                                               | 91                                                 | 40                                                 | 25                                                 |
| 2021                                               | -                                                  | -                                                  | -                                                  |
| 2022                                               | 179                                                | 104                                                | 96                                                 |
| 2023                                               | 122                                                | 42                                                 | 45                                                 |
| 2024                                               | 132                                                | 59                                                 | 46                                                 |

3,8: Brussel-Zuid ·
7,8: Anderlecht ·
52,1: Gent-Sint-Pieters ·
56,1: Drongen ·
58,8: Halewijn ·
61,9: Landegem ·
64,9: Hansbeke ·
68,5: Bellem ·
71,5: Aalter ·
76,1: Maria-Aalter ·
80,7: Beernem ·
86,5: Oostkamp ·
92,2: Brugge ·
98,9: Varsenare ·
101,8: Jabbeke ·
108,0: Oudenburg ·
109,9: Zandvoorde ·
114,3: Oostende